# Młodzieżowe Indywidualne Mistrzostwa Szwecji na Żużlu 1978
Młodzieżowe Indywidualne Mistrzostwa Szwecji na Żużlu 1978 – cykl turniejów żużlowych, mających wyłonić najlepszych szwedzkich żużlowców w kategorii do 21 lat, w sezonie 1978. Tytuł wywalczył Lennart Bengtsson. 

## Finał
- Sztokholm, 23 września 1978

| Msc. | Zawodnik              | Klub        | Pkt   |  |  |
| ---- | --------------------- | ----------- | ----- |  |  |
| 1    | Lennart Bengtsson     | Smederna    | 15    |  |  |
| 2    | Alf Trofast           | Lejonen     | 13 +3 |  |  |
| 3    | Thomas Hydling        | Getingarna  | 13 +2 |  |  |
| 4    | Jerry Karlsson        | Skepparna   | 12    |  |  |
| 5    | Per Gudmundsson       | Getingarna  | 11    |  |  |
| 6    | Jan Ericsson          | Solkatterna | 10    |  |  |
| 7    | Thomas Engman         | Indianerna  | 9     |  |  |
| 8    | Kent Eriksson         | Getingarna  | 7     |  |  |
| 9    | Kent Wallin           | Smederna    | 7     |  |  |
| 10   | Tommy Steen           | Masarna     | 6     |  |  |
| 11   | Connie Gustavsson     | Njudungarna | 5     |  |  |
| 12   | Ingemar Andersson     | Piraterna   | 4     |  |  |
| 13   | Tommy Gustavsson      | Skepparna   | 3     |  |  |
| 14   | Börje Ring            | Piraterna   | 2     |  |  |
| 15   | Roger Lindström       | Bysarna     | 2     |  |  |
| 16   | rez. Paul Eklund      | Bysarna     | 2     |  |  |
| 17   | Tommy Mannby          | Smederna    | 0     |  |  |
| 18   | rez. Fredrik Sundgren | Smederna    | 0     |  |  |